# Luciano Milo
Luciano Milo (Roma, 29 aprile 1980) è un danzatore su ghiaccio e allenatore di pattinaggio su ghiaccio italiano.

## Carriera
Cresciuto, artisticamente parlando, con l'A.S. Mezzaluna di Mentana, ha avuto molto successo assieme a Federica Faiella, con la quale ha vinto la medaglia d'argento ai Campionati Italiani del 2000, due volte la medaglia d'argento ai Campionati Mondiali Juniores, ed il Grand Prix Juniores nel 1997/1998. Hanno terminato la loro partnership dopo la stagione 1999/2000, quando si sono piazzati undicesimi al campionato europeo di pattinaggio di figura.
Ha fatto coppia con Gloria Agogliati per una sola stagione. Insieme hanno vinto la medaglia di bronzo ai campionati italiani del 2001.

## Piazzamenti

### Con Gloria Agogliati
| Evento                | 2000-2001 |
| --------------------- | --------- |
| Campionati mondiali   | 21º       |
| Campionati europei    | 15º       |
| Campionati italiani   | 3º        |
| Trophée Lalique       | 10º       |
| Sparkassen Cup on Ice | 10º       |

### Con Federica Faiella
- J = Junior
- R = Ritirati

| Evento                                   | 1996-1997 | 1997-1998 | 1998-1999 | 1999-2000 |
| ---------------------------------------- | --------- | --------- | --------- | --------- |
| Campionati mondiali                      |           |           |           | R         |
| Campionati europei                       |           |           |           | 11º       |
| Campionati mondiali junior               | 7º        | 2º        | 2º        |           |
| Campionati italiani                      | 2º J.     | 1º J.     | 1º J.     | 2º        |
| Nations Cup                              |           |           |           | 5º        |
| Finlandia Trophy                         |           |           |           | 2º        |
| JGP Finale                               |           | 1º        | 2º        |           |
| JGP Messico                              |           |           | 1º        |           |
| JGP Germania                             |           | 2º        | 2º        |           |
| JGP Bulgaria                             |           | 1º        |           |           |
| Festival olimpico della gioventù europea | 1º        |           |           |           |